# James Hayman (Autor)
James Hayman (* in Brooklyn, New York City) ist ein US-amerikanischer Schriftsteller. 
Hayman studierte an der Brown University und arbeitete danach bei einer großen New Yorker Werbeagentur als Creative Director für Klienten wie die US Army, Procter & Gamble und die Automarken Lincoln und Mercury.
Seit August 2001 lebt Hayman in Portland (Maine), wo er mit dem Schreiben von Büchern begann. 
James Hayman ist verheiratet mit Jeanne Hayman.

## Werke
- The Cutting. 2009
  - The Cutting. Roman. Blanvalet, München 2011, ISBN 978-3-442-37357-4
- The Chill of Night. 2010
  - Angstschrei. Roman. Blanvalet, München 2011, ISBN 978-3-442-37358-1
- Darkness First. 2013
  - Todesnacht. Roman. Blanvalet, München 2014, ISBN 978-3-442-38272-9